# Kruis van Verdienste voor Vrouwen
Het Pruisische Kruis van Verdienste voor Vrouwen (Duits: Frauenverdienstkreuz) werd in 1907 door de Pruisische koningin, en Duits keizerin, Auguste Viktoria ingesteld. De onderscheiding wordt tot de Pruisische ridderorden gerekend.
Het kruis, in feite is het een met de Pruisische koningskroon gedekt medaillon, is als erekruis bekend geworden maar in de oorkonde waarin de stichteres de twee graden instelt wordt zij wel degelijk een "orde" genoemd. Wij mogen haar dus tot de damesorden rekenen. De onderscheiding werd 458 maal toegekend. Er waren gouden en zilveren medaillons, beiden met blauw geëmailleerde letters en monogram.
Op de met een parelrand afgezette gouden ring van het ovale medaillon staat in krullerige, gotisch aandoende letters "FÜR VERDIENSTE". Verder staat op de ring een blauw geëmailleerde lauwerkrans met blauwe vruchten. De verstrengelde initialen onde op het medaillon zijn gevormd uit een "A" en een "V" en herinneren aan Auguste Victoria. In het gouden medaillon is een kruis met puntige uiteinden afgebeeld. In de voer armen van het gearceerde kruis zijn bloemen of acanthusbladeren geplaatst.
De Pruisische koningskroon is merkwaardig genoeg niet met een kruis, zoals dat hoort en bij de kroon ook het geval was, afgetopt. In plaats daarvan is een bal van een morgenster, of nauwkeuriger gezegd een "strijdvlegel", een middeleeuws wapen, te zien. 
Een  zevenster boven op een kruis is een zeer ongebruikelijk, misschien wel blasfemisch gegeven. Heraldisch is het in ieder geval merkwaardig. Er is slechts één ander, en hiermee duidelijk in verband te brengen, geval bekend in de literatuur.
Toen keizer Wilhelm II de tekening van het ontwerp van de neo-gotische Kaiser-Wilhelm-Gedächtniskirche in Berlijn voorgelegd kreeg zag hij een architectenmerk in deze vorm aan voor de geprojecteerde bekroning van de toren. De keizer had een zeer goed geheugen. Toen de kerk werd ingewijd sprak de tirannieke keizer zijn teleurstelling uit over het kruis dat op de toren was geplaatst, juist de bal van de strijdvlegel was hem zo goed bevallen. Zo werd op keizerlijke wens de toren van het kruis ontdaan en van een "potsierlijk" aandoend middeleeuws oorlogswerktuig boven op een klein kruis voorzien.
We zien de zevenster hier voor het eerst, en waarschijnlijk voor het laatst, opduiken boven de Pruisische kroon.
Men droeg het medaillon aan een witte strik van glanzende zijde op de linkerschouder.
In de catalogus van Jörg Nimmergut is ook sprake van een medaillon dat met een keizerskroon, hier zal dat de heraldische kroon van het Tweede Rijk zijn geweest, werd verhoogd.